# Kostel svatého Bartoloměje (Pardubice)
Farní kostel svatého Bartoloměje v Pardubicích je římskokatolický kostel, který se nachází v těsné blízkosti historického jádra města na rohu náměstí Republiky a Kostelní ulice a představuje jednu z hlavních dominant Pardubic. V 16. století sloužil jako druhé pohřební místo rodu Pernštejnů. Kostel je chráněn jako kulturní památka.

## Historie

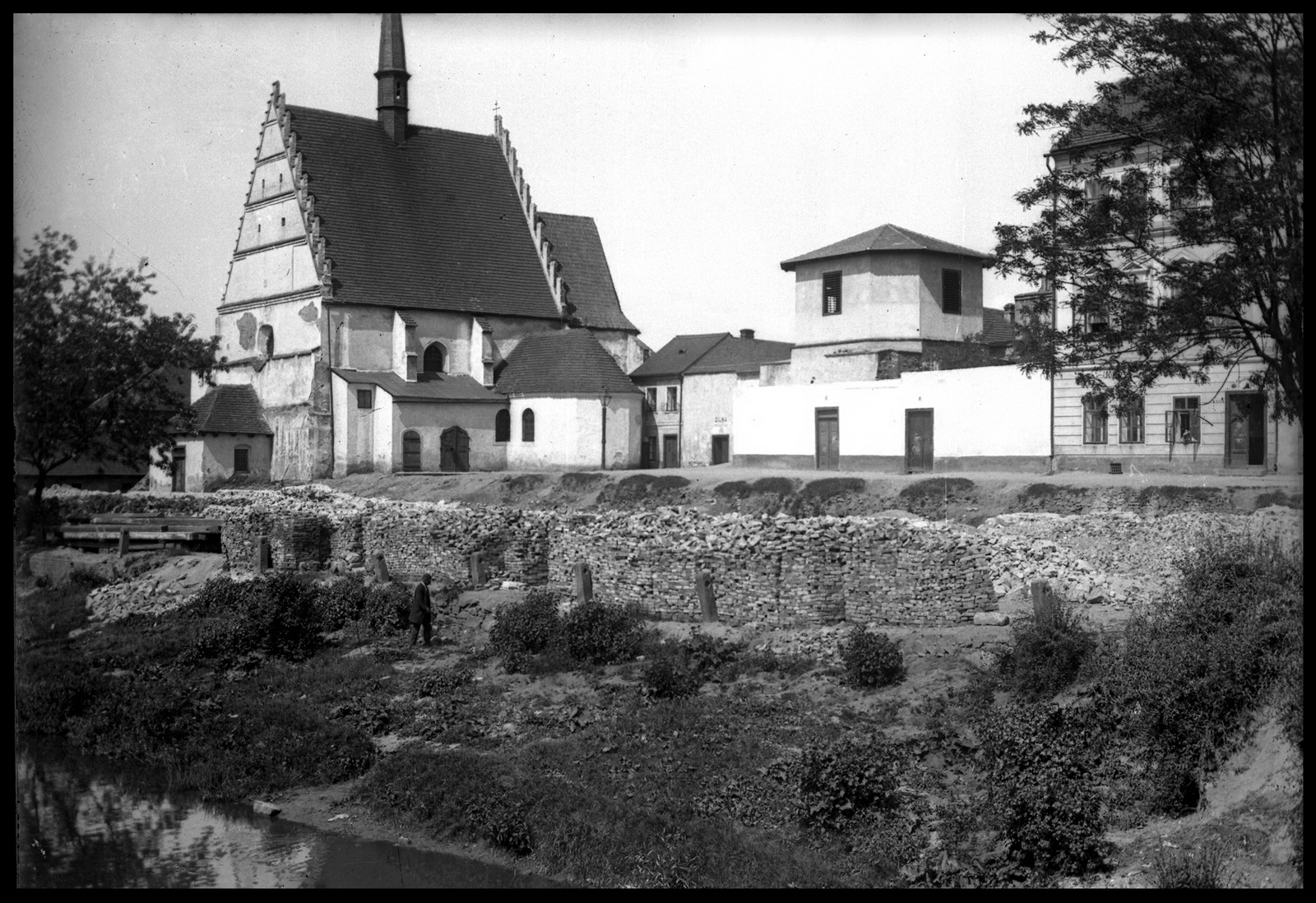
Kostel sv. Bartoloměje asi v roce 1910. Dosud stojí „Černá kaple“. Vpravo je objekt zvonice.

První zmínky o kostele se objevují roku 1295 v bule papeže Bonifáce VIII. Ve svých počátcích chrám sloužil jako sídlo cyriaků, kteří do Pardubic přišli asi roku 1256. Původní poloha kostela a přilehlých budov není zcela určena. Pravděpodobně se nacházel jižně a jihovýchodně od nynějšího sv. Bartoloměje v oblasti zvané Pardubičky. V té době vzniká u sv. Bartoloměje kanonie cyriaků. Fungovala jako opevněný areál kostela, kdy bylo celé místo obklopeno valem a příkopem. Roku 1332 byly celé Pardubičky darovány cyriakům, aby byly později vybudovány další budovy. Vlastnictví se cyriaci vzdali před rokem 1392.
V roce 1421 byl kostel vypálen husity a nebylo o něm zpráv až do počátku 16. století. Po požáru roku 1507 přichází Vilém z Perštejna, který znovu zahajuje stavbu chrámu. Byl budován v pozdně gotickém slohu. Široké trojlodí doplnil presbytář a charakteristická vysoká sedlová střecha, na jejímž hřebeni se již pravděpodobně tyčil sanktusník. Právě koncem 15. století se Pernštejnové řadili mezi nejvýznamnější rody v českých zemích, jejich působení mělo vliv na vývoj celé společnosti a zejména města Pardubic a jeho okolí. Z nevýznamného zemědělského města učinili hlavní sídelní město rodu, s významnými architektonickými příspěvky. Po novém požáru roku 1538 byl kostel drobně přestavěn. V interiéru byla vybudována trojramenná tribuna a opraveno bylo také průčelí a střecha kostela. Ke stávající kruchtě byly přistavěny empory.
V letech 1733–1736 byla k jižní lodi přistavěna kaple sv. Kříže (zvaná též Černá), která byla roku 1912 zbořena. Ve třetí čtvrtině 18. století byla postavena nová kazatelna. Ke konci 18. a začátku 19. století se projevovaly snahy o rozšíření sv. Bartoloměje, ale z finančních a technických důvodů nakonec provedeno nebylo. Rozsáhlá oprava kostela probíhala v letech 1814–1816. Byl vyměněn sanktusník a změnami prošel i interiér. Byl vybudován nový barokní oltář nebo schodiště na tribunu.
Na konci 19. století kostel značně nevyhovoval potřebám města Pardubic, a proto byla nutná rekonstrukce. Až roku 1912 došlo k rozšíření chrámu na západní straně o předsíň. Byla přestavěna sakristie, stavba zbavena omítek a kamenné zdivo vyspárováno a došlo i k nutné výměně dřevěných krovů, vše převážně pod vedením architekta Boži Dvořáka. Mezi další významnější zásahy lze řadit doplnění chybějících vitráží v presbytáři, lodích a v předsíni roku 1925 a rozsáhlejší opravu interiéru v roce 1952.

## Architektura

### Exteriér
Kostel se skládá ze tří hlavních částí. Je jím presbytář, síňové trojlodí a předsíň. Stavba je orientována na ose východ (presbytář) – západ (předsíň). Presbytář je uzavřen pěti stranami osmiúhelníka se sakristií na severní straně. Novodobá předsíň se nachází před západním průčelím s přilehlou půlkruhovou kaplí na severu. Významnou částí kostela je kamenicky zdobený renesanční portál na severní straně z roku 1519. K portálu vede most přes umělou vodní plochu. Druhý portál se nachází na straně jižní. Výrazným prvkem je horizontální členění štítů římsami. Strmá sedlová střecha je na svých okrajích členěna stínky. Uprostřed střechy se nachází vysoký sanktusník. Celá stavba je zajištěna opěrnými pilíři.

### Interiér
Za vstupem přes západní portál se nachází předsíň, která volně přechází na východ do lodi a na sever do kaple. Ta vychází z kruhového půdorysu a přechází do kupolové klenby. Nachází se zde i zpovědní místnost. Strop předsíně je řešen křížovou klenbou z kamenných žeber, které sbíhají na pilíře podpírající půlkruhové arkády. Velmi podobným způsobem je řešena i hlavní loď. Na západní a jižní stěně jsou umístěny vitráže.
Přechod z předsíně do lodi kostela je doprovázen poloviční křížovou klenbou. Široké síňové trojlodí je zastropeno křížovou žebrovou klenbou, kterou nesou čtyři pilíře. Na styku žeber se nacházejí erby Pernštejnů. Podél žeber se nacházejí charakteristické žluto-černé dekorativní pásy. V lodi se dále nachází kazatelna a tribuna (kruchta) s varhanami a zdobené zábradlí.
Trojramenná tribuna se nachází v bočních lodích a v posledním západním poli. Pod oběma bočními tribunami se nacházejí boční vstupy vedoucí k portálům na severní a jižní straně. Sloužila k provozování duchovní hudby a zpěvu při bohoslužbách a vyjádření nadřazené postavení patrona kostela. Tribunu obklopuje bohatě zdobená zídka s výraznými římsami a figurálními a vegetabilními vzory.
Kněžiště (presbytář) je členěn pěti stranami osmiúhelníku, strop řešen křížovou žebrovou klenbou a nachází se tu hlavní oltář sv. Bartoloměje. V levé části kněžiště se nachází pozdně gotický portál do sakristie s malovanou renesanční edikulou. Kněžiště od lodi odděluje vítězný oblouk s nástěnnými malbami andělů.

## Vybavení kostela
Významným uměleckým dílem sv. Bartoloměje je kalvárie, která vznikla v letech 1736–1737 a umístěna v již zbourané Černé kapli. V jižní lodi, kde býval vstup do Černé kaple, se nachází okno s vitráží od B. Dvořáka, ale také goticky tvarovanou křtitelnicí, nejstarší dochovanou památku kostela z roku 1515, jejímž původním místem byla rovněž Černá kaple a barokní oltář sv. Anny z roku 1721. V severní lodi je umístěn oltář Panny Marie Svatohorské s barokními prvky postavený roku 1735. V hlavní lodi se nachází barokní kazatelna asi z roku 1770. V oblasti kněžiště je oltář, čtecí pult a sedačky pro kněze. Vedle se nachází renesanční náhrobní deska Žofie Těšínské, významné sochařské renesanční dílo z období renesance. Uprostřed presbytáře se nachází tumba Vojtěcha z Pernštejna s figurou v životní velikosti, kde bylo uloženo tělo Vojtěcha roku 1534. Dominantou je hlavní oltář zasvěcený sv. Bartoloměji z roku 1651. Oltář částečně měnil svou podobu až do dnešního spojení barokních a klasicistních prvků.

## Stavební etapy

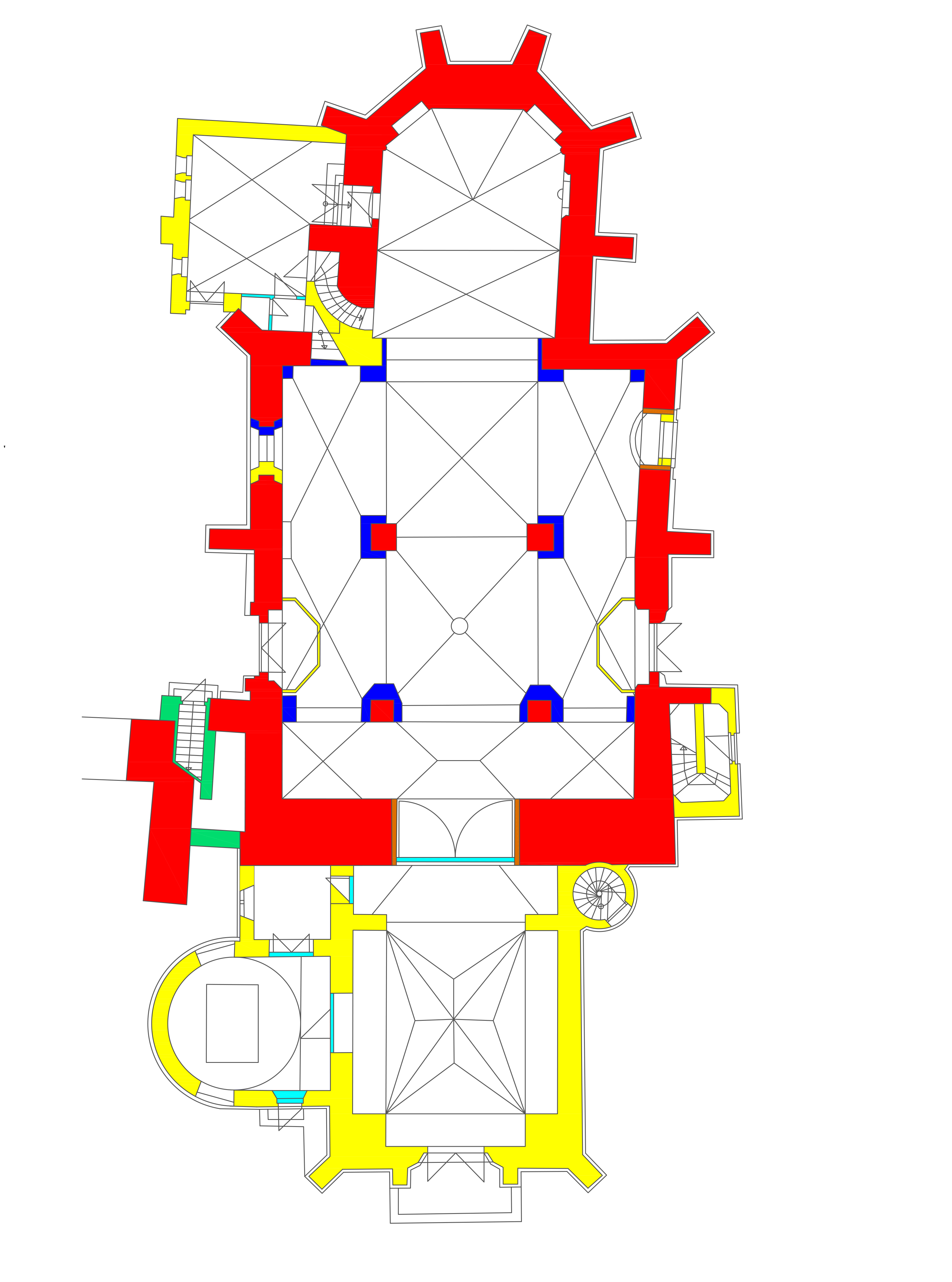
Půdorys přízemí kostela; červená: pozdně gotické zdivo, modrá: renesanční zdivo, béžová: barokní zásahy, zelená: klasicistní zdivo, žlutá: historismus a secese, světle modrá: nové zásahy
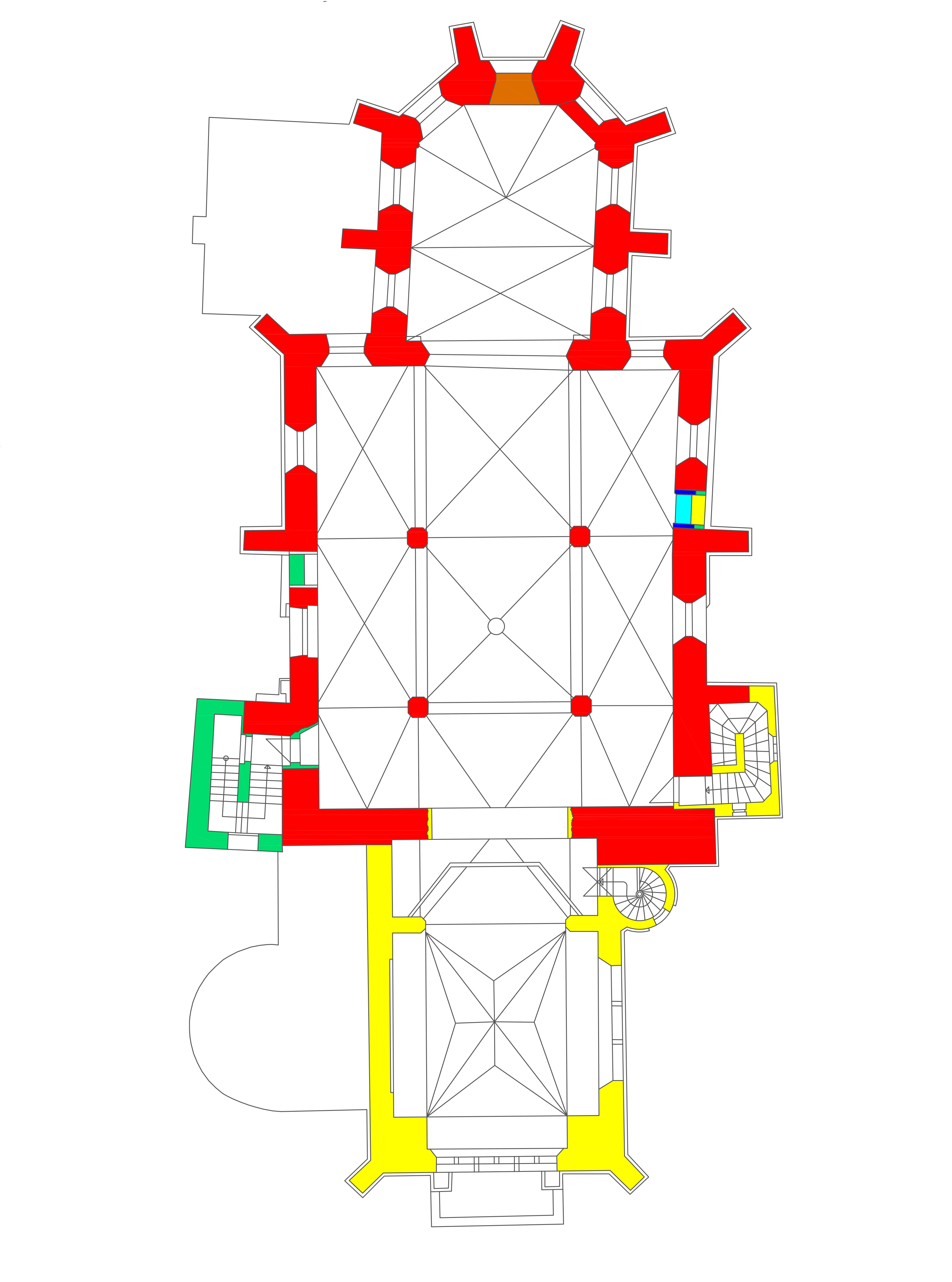
Půdorys patra kostela; červená: pozdně gotické zdivo, modrá: renesanční zdivo, béžová: barokní zásahy, zelená: klasicistní zdivo, žlutá: historismus a secese, světle modrá: nové zásahy

## Fotogalerie

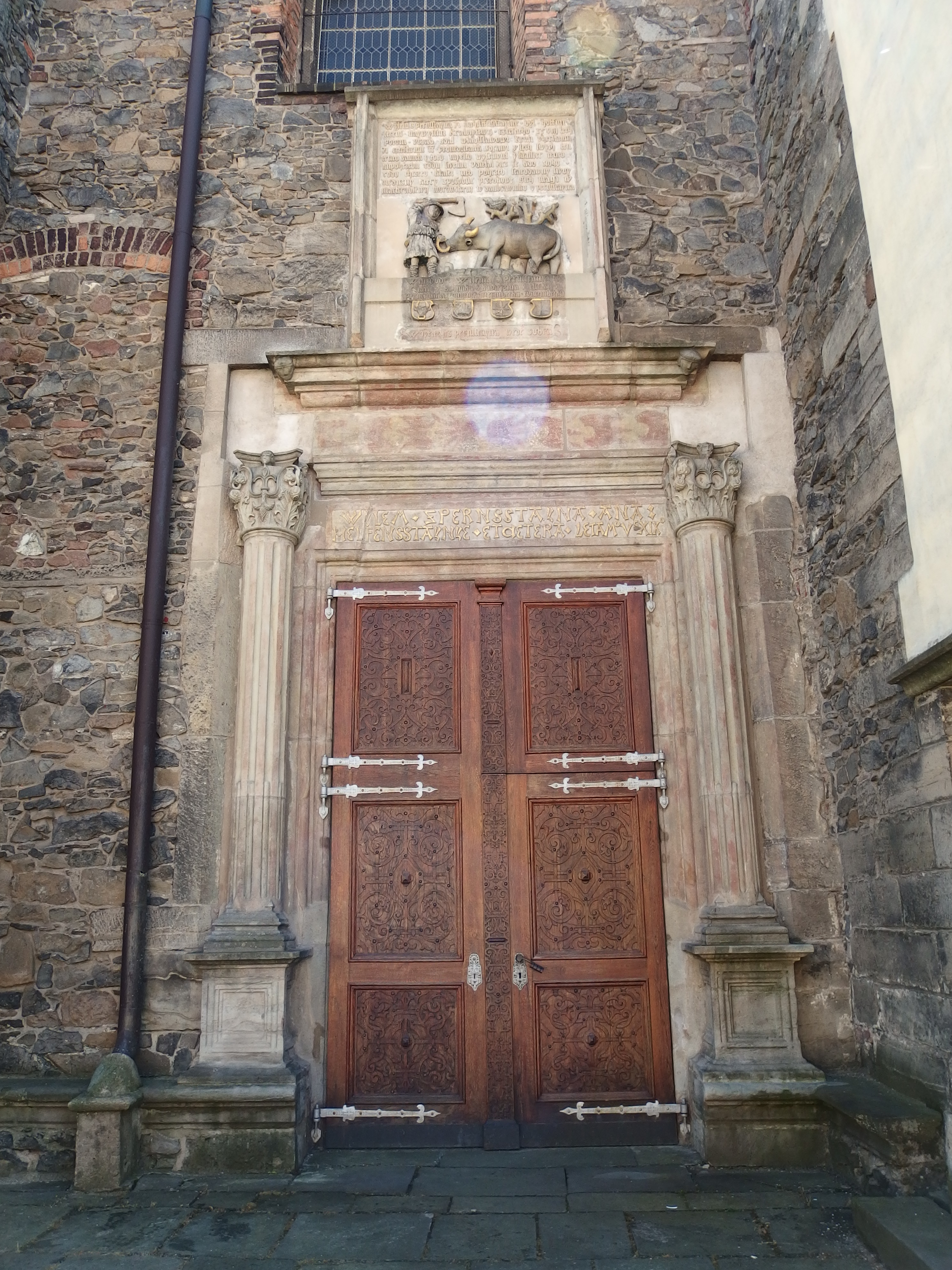
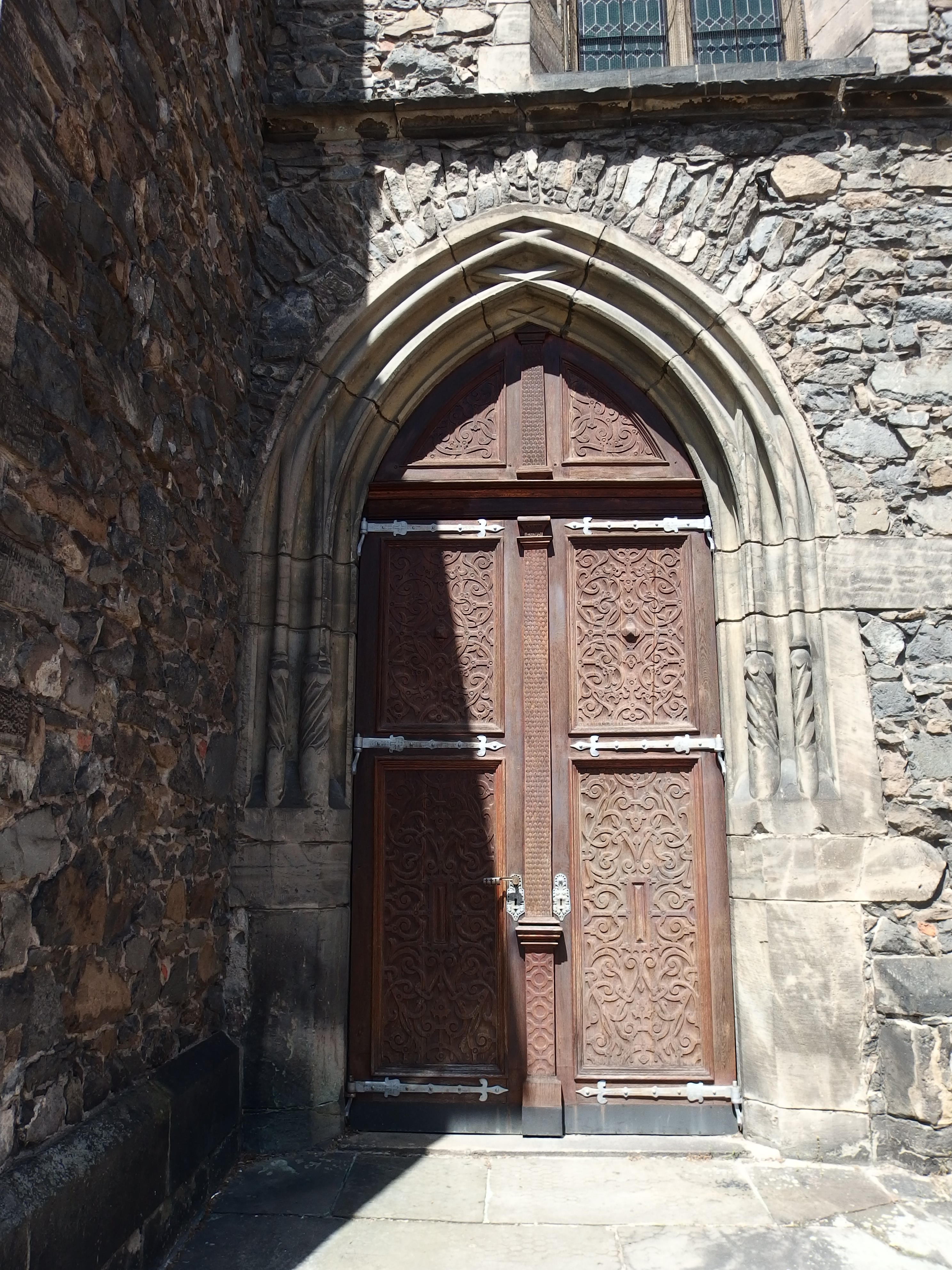
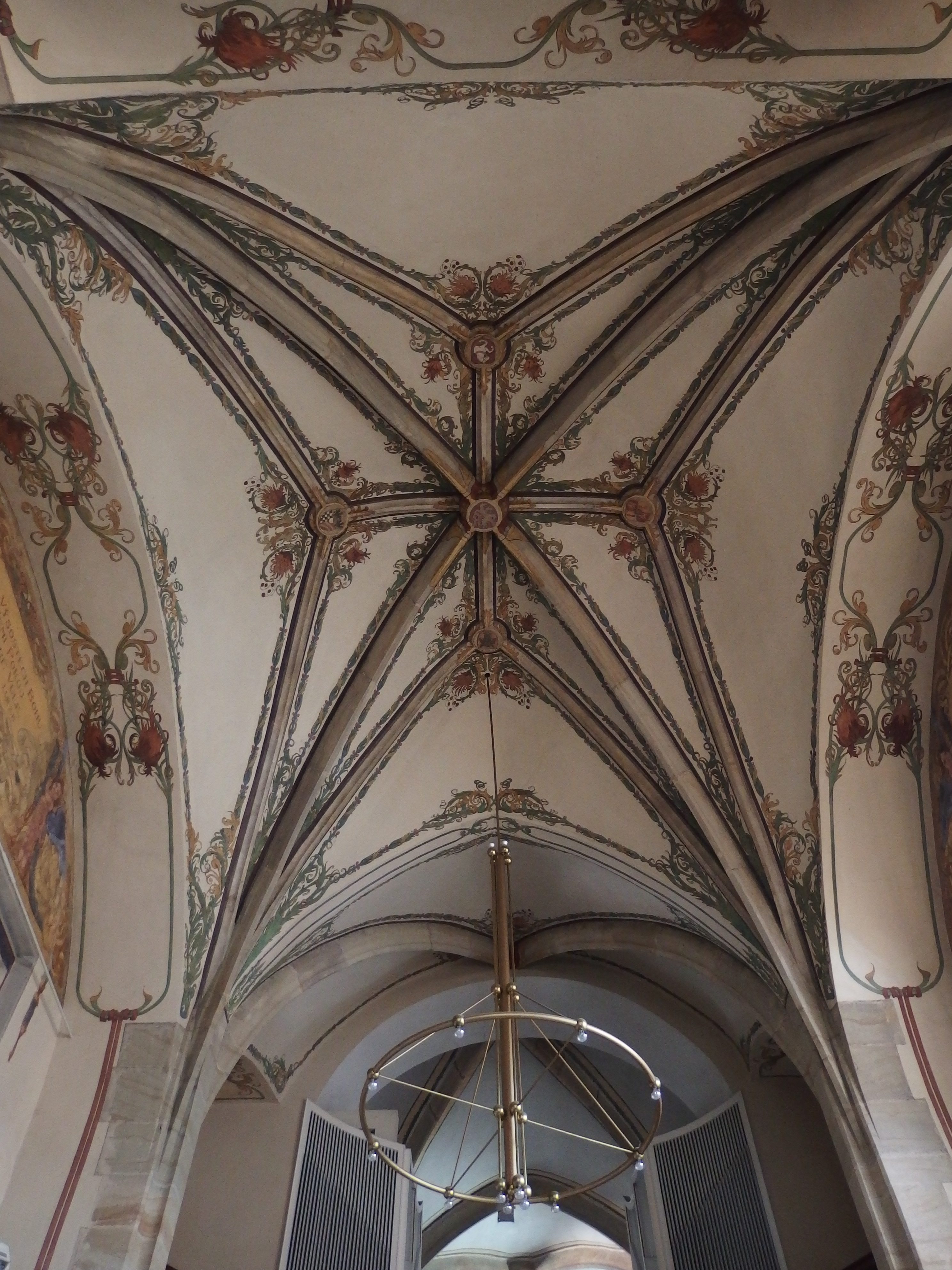
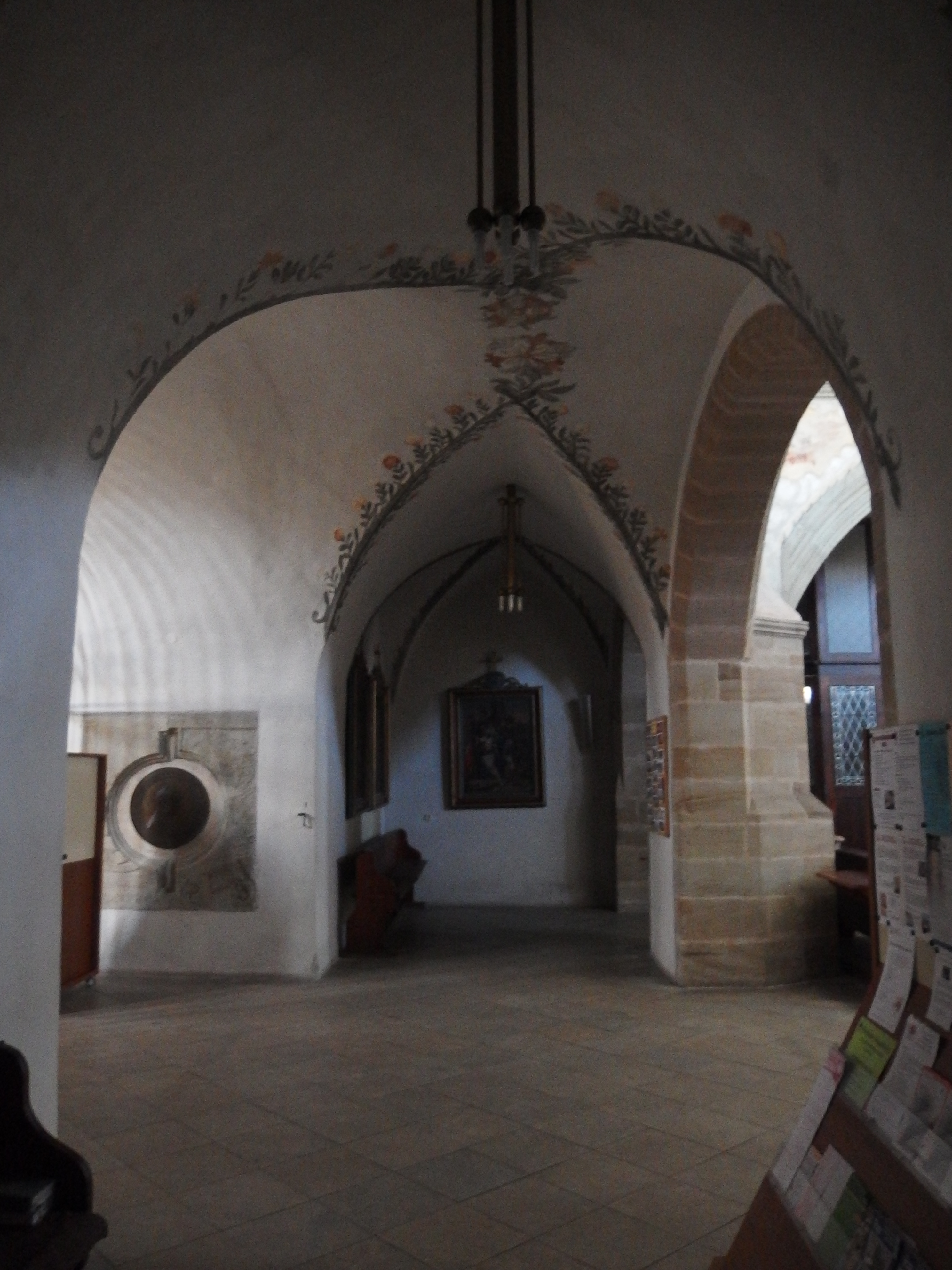
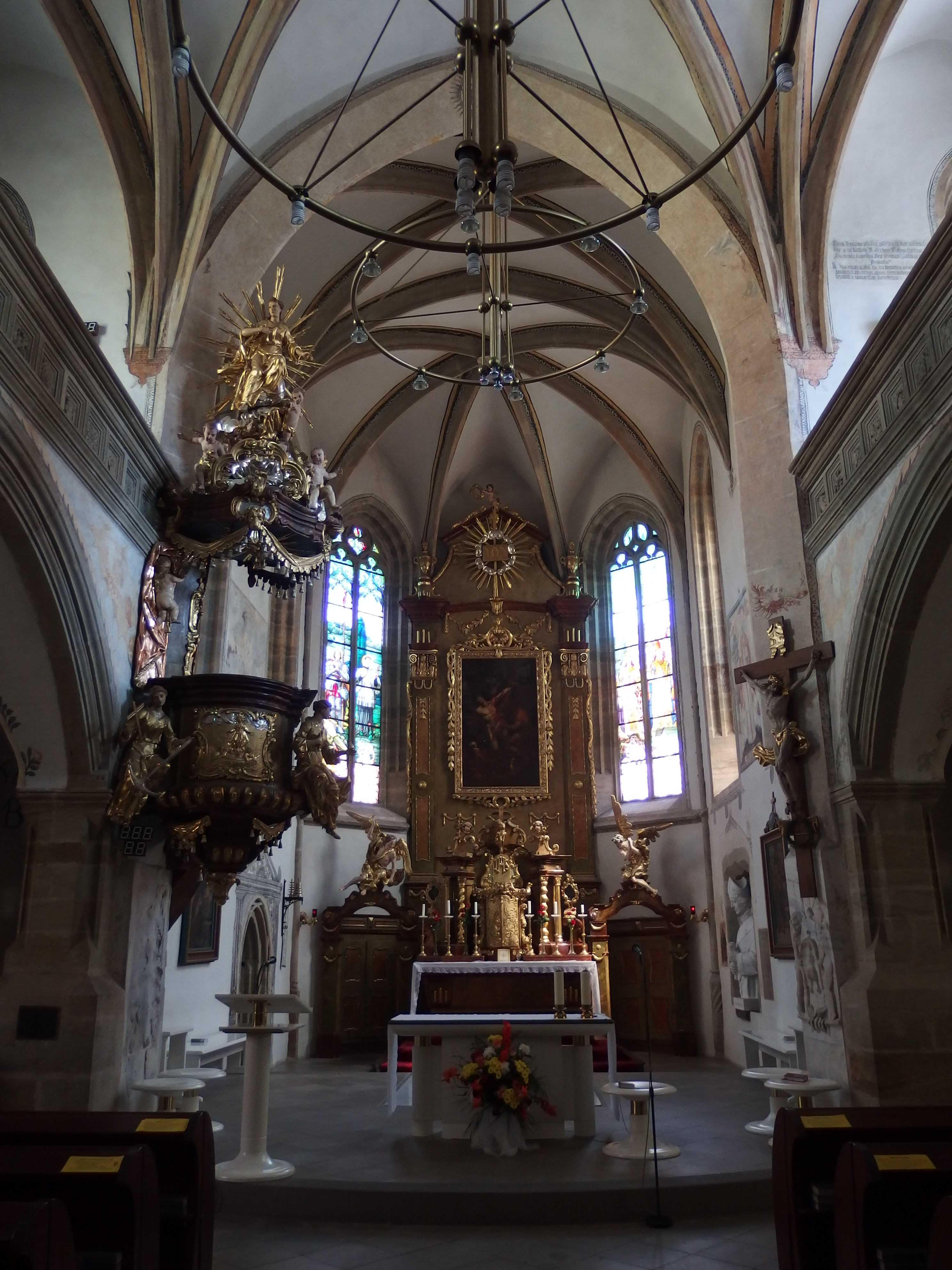
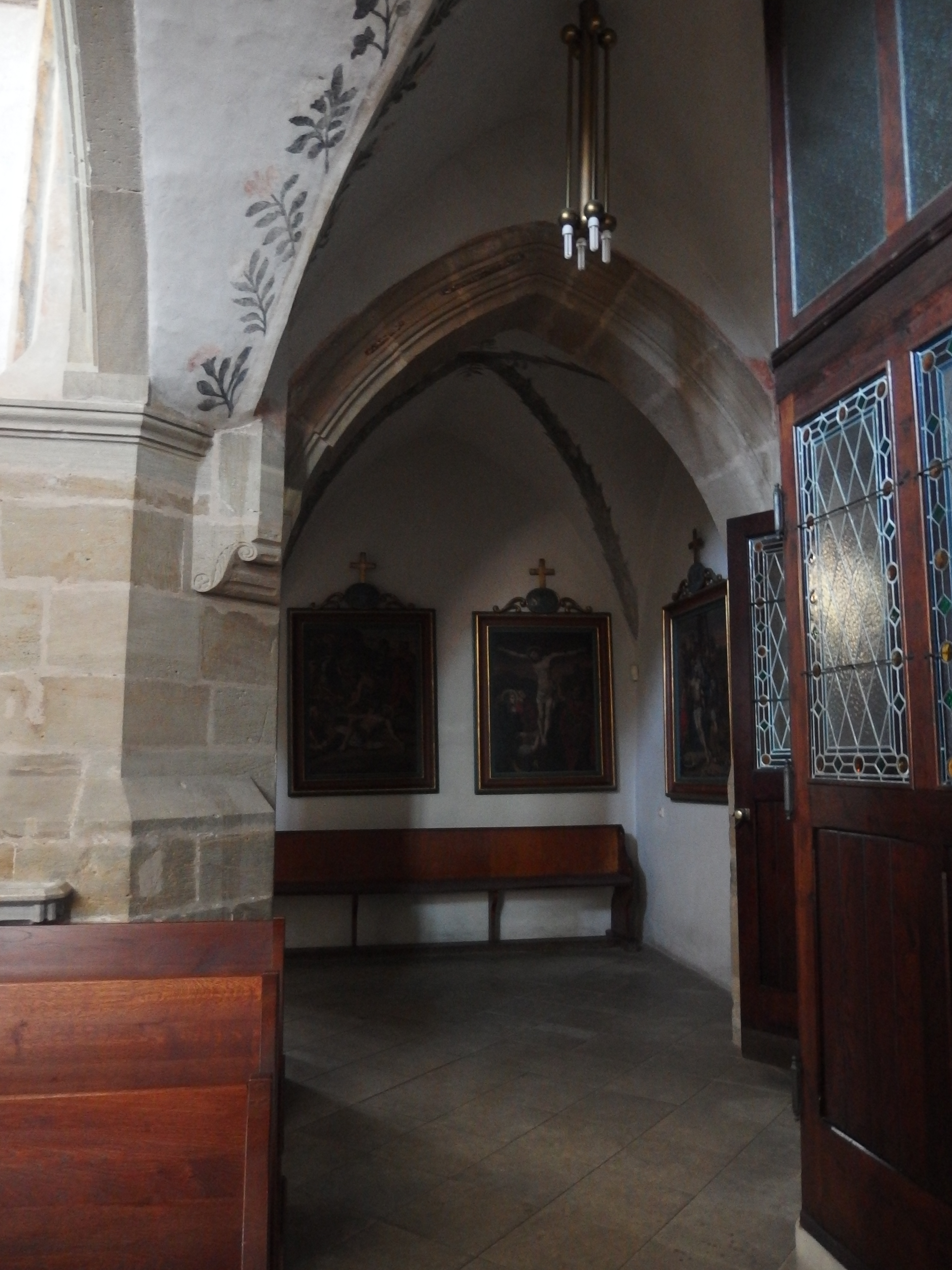
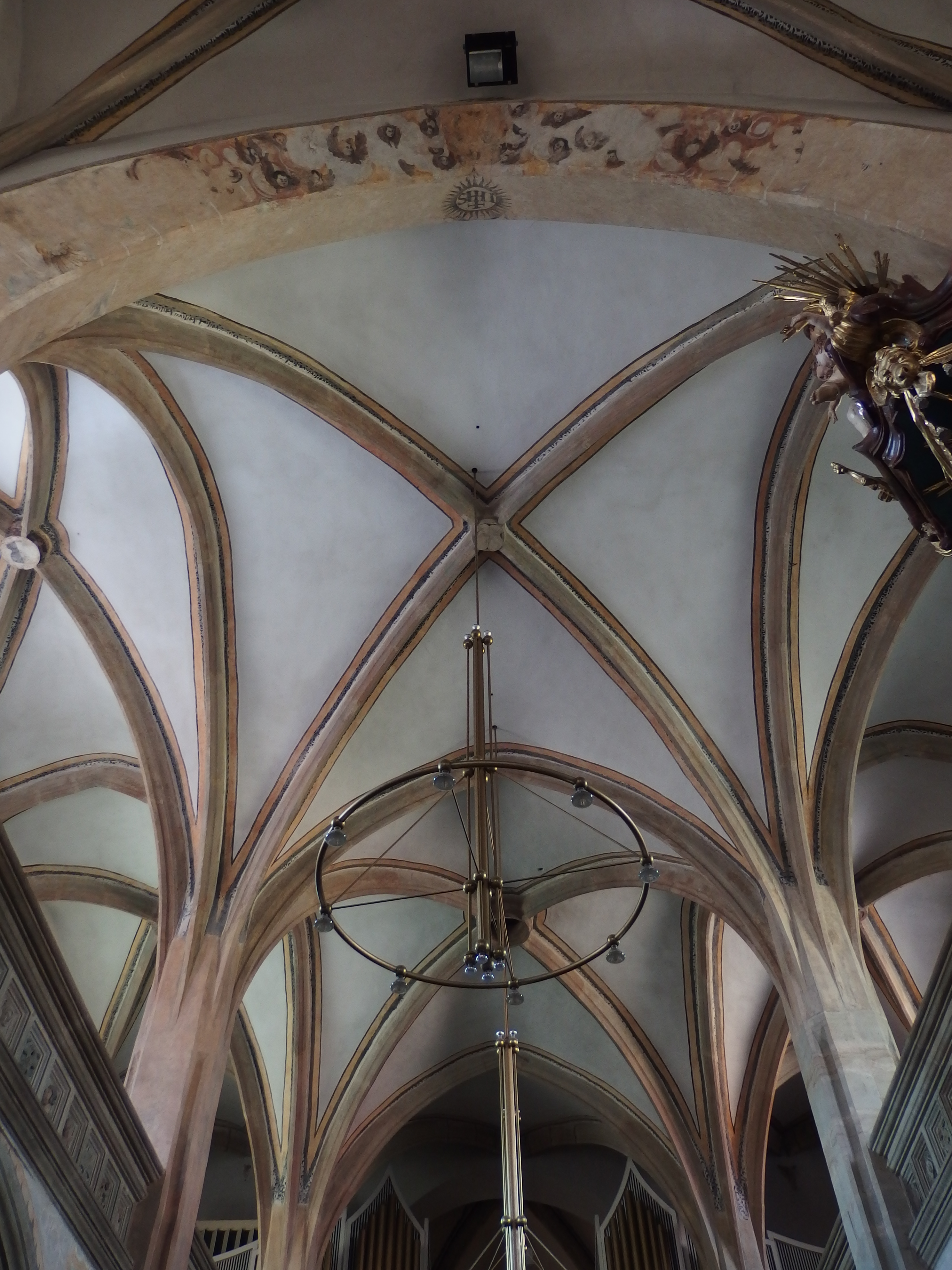
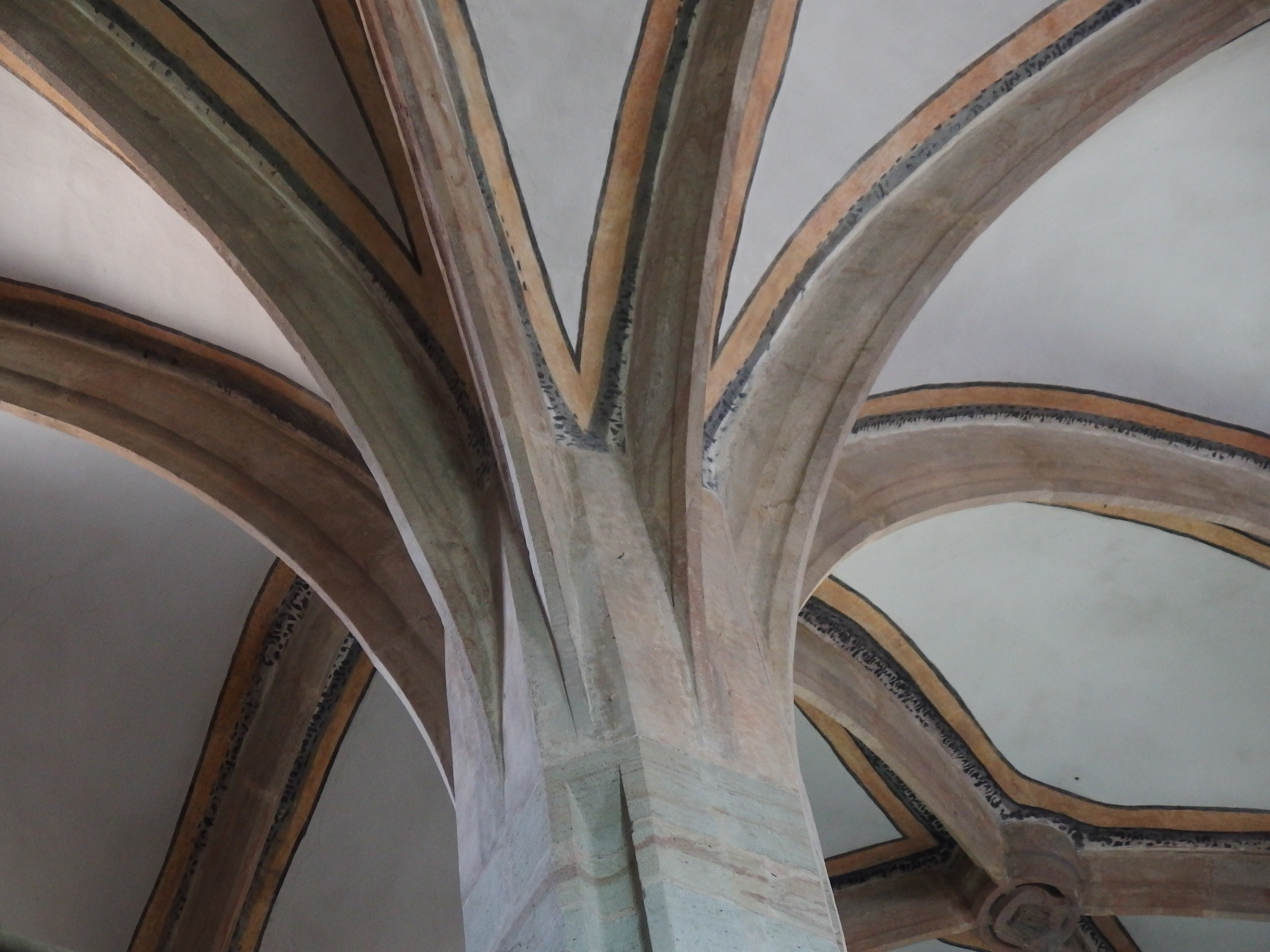
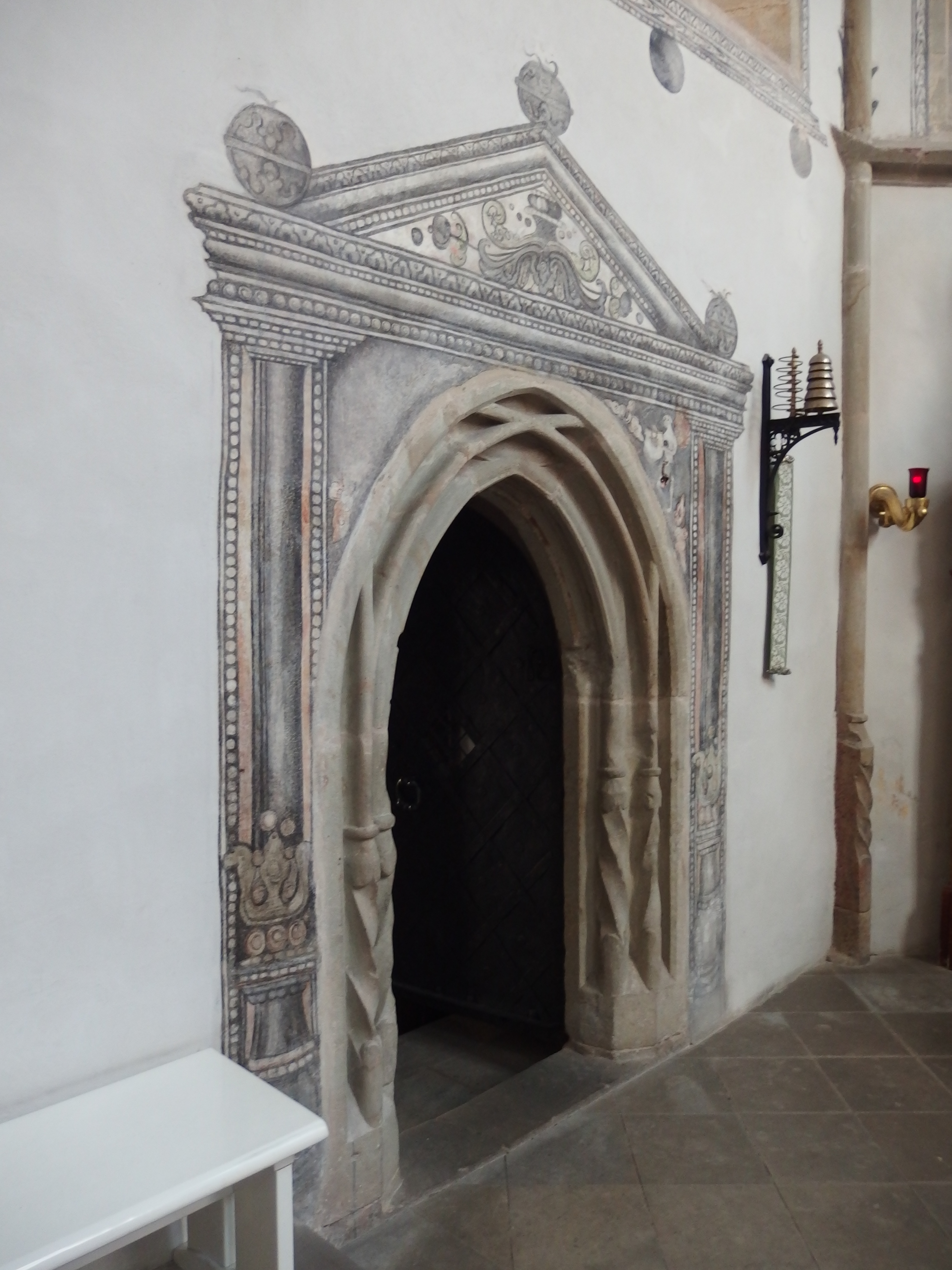
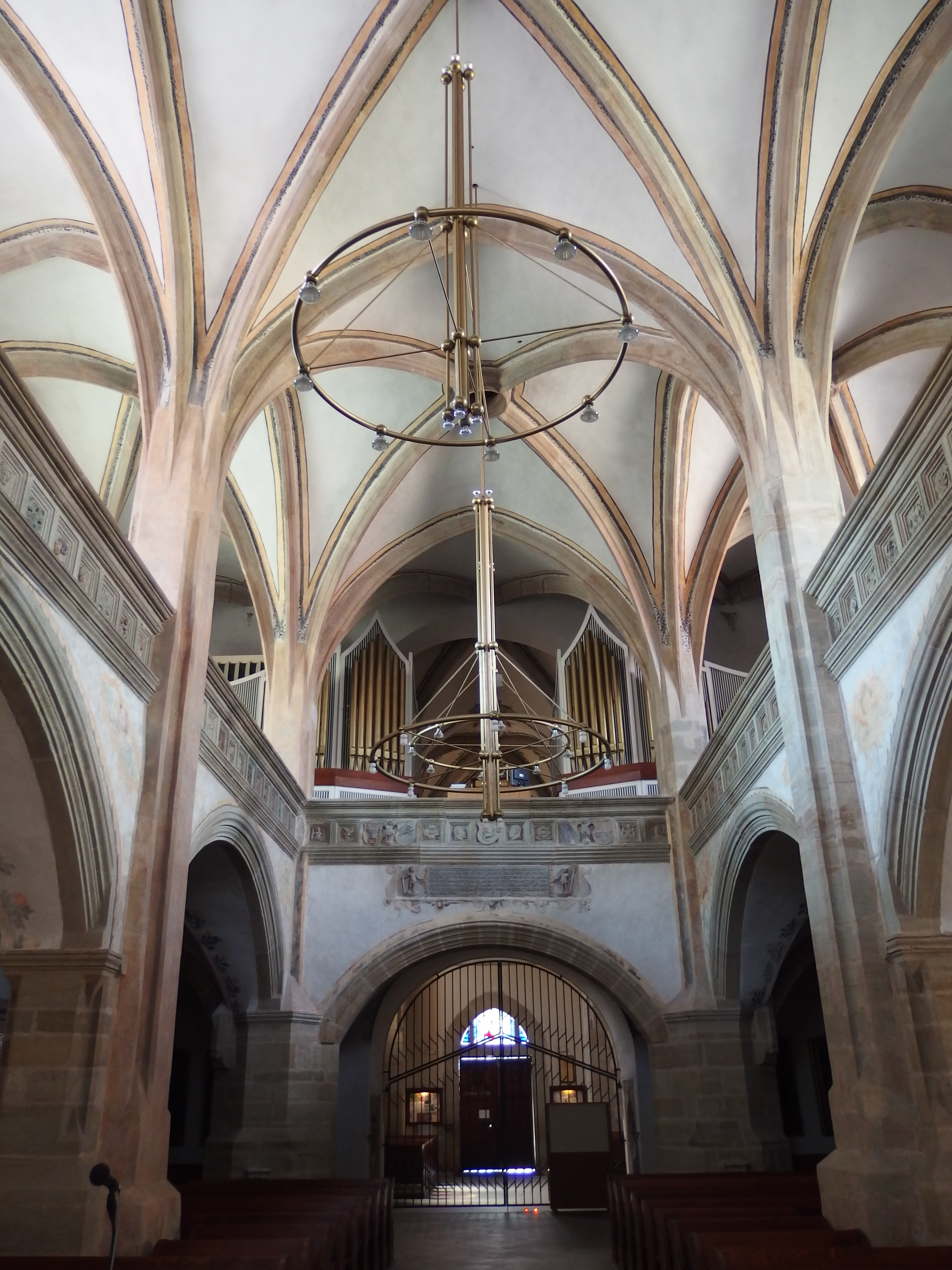
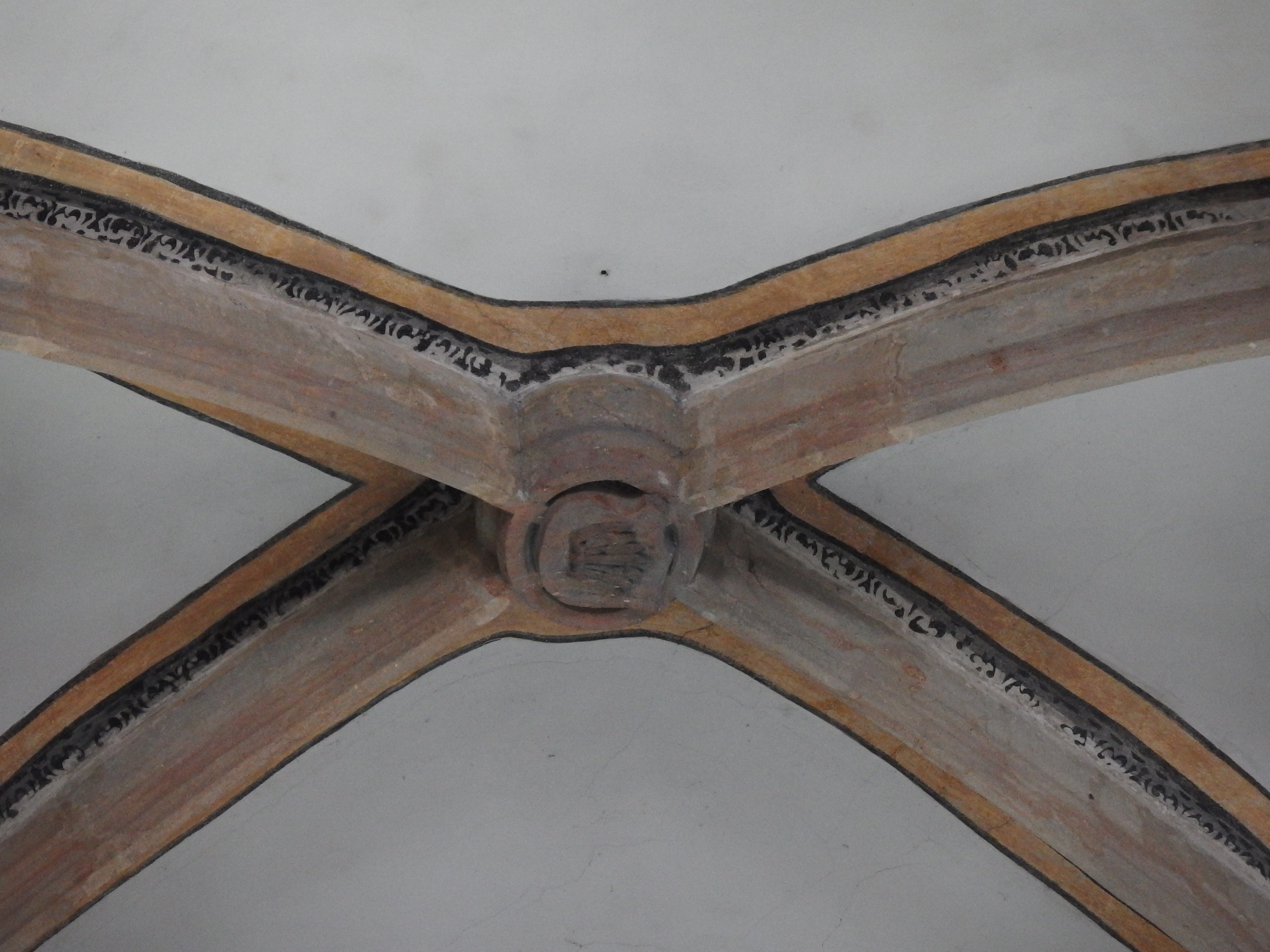
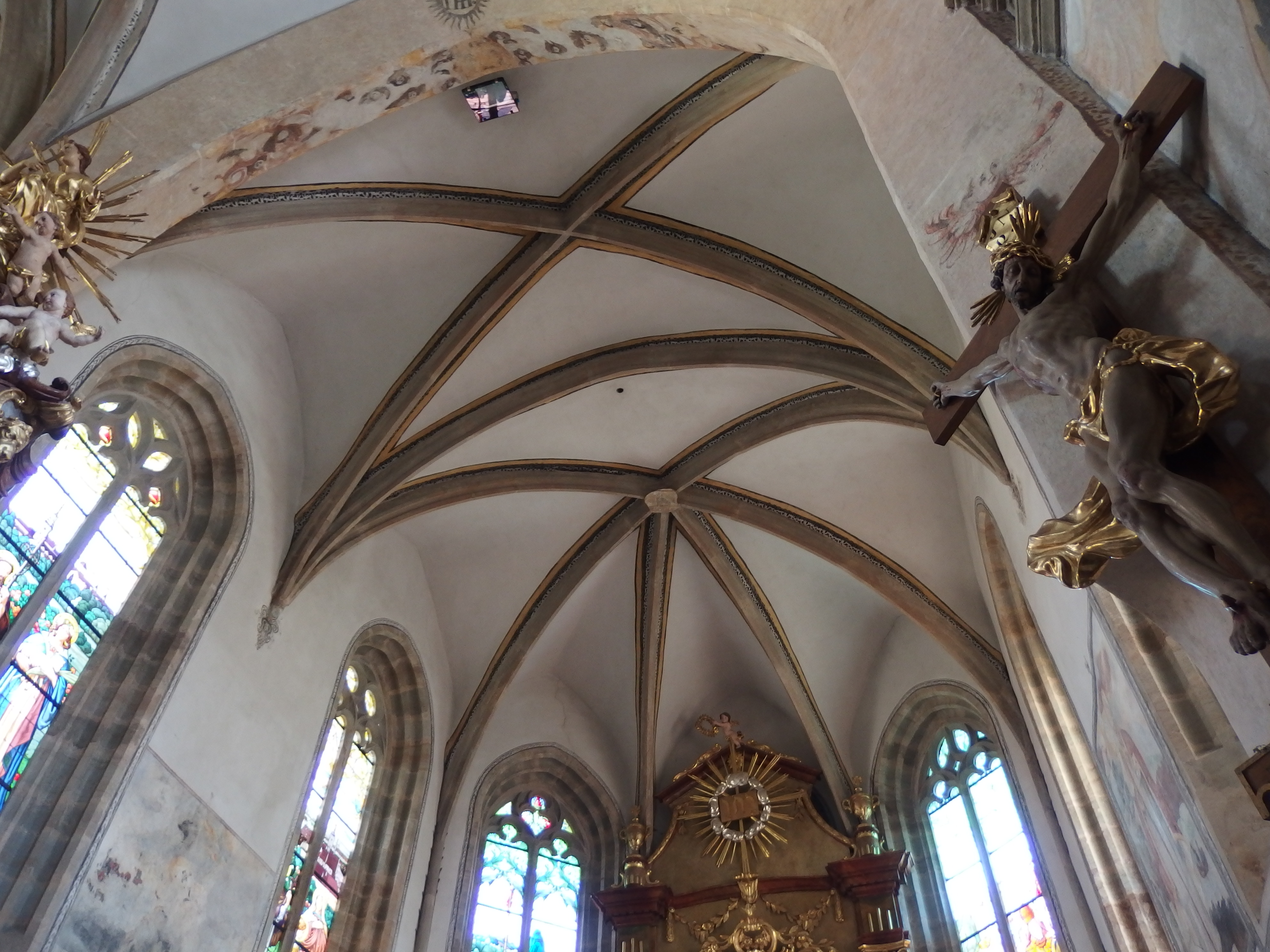
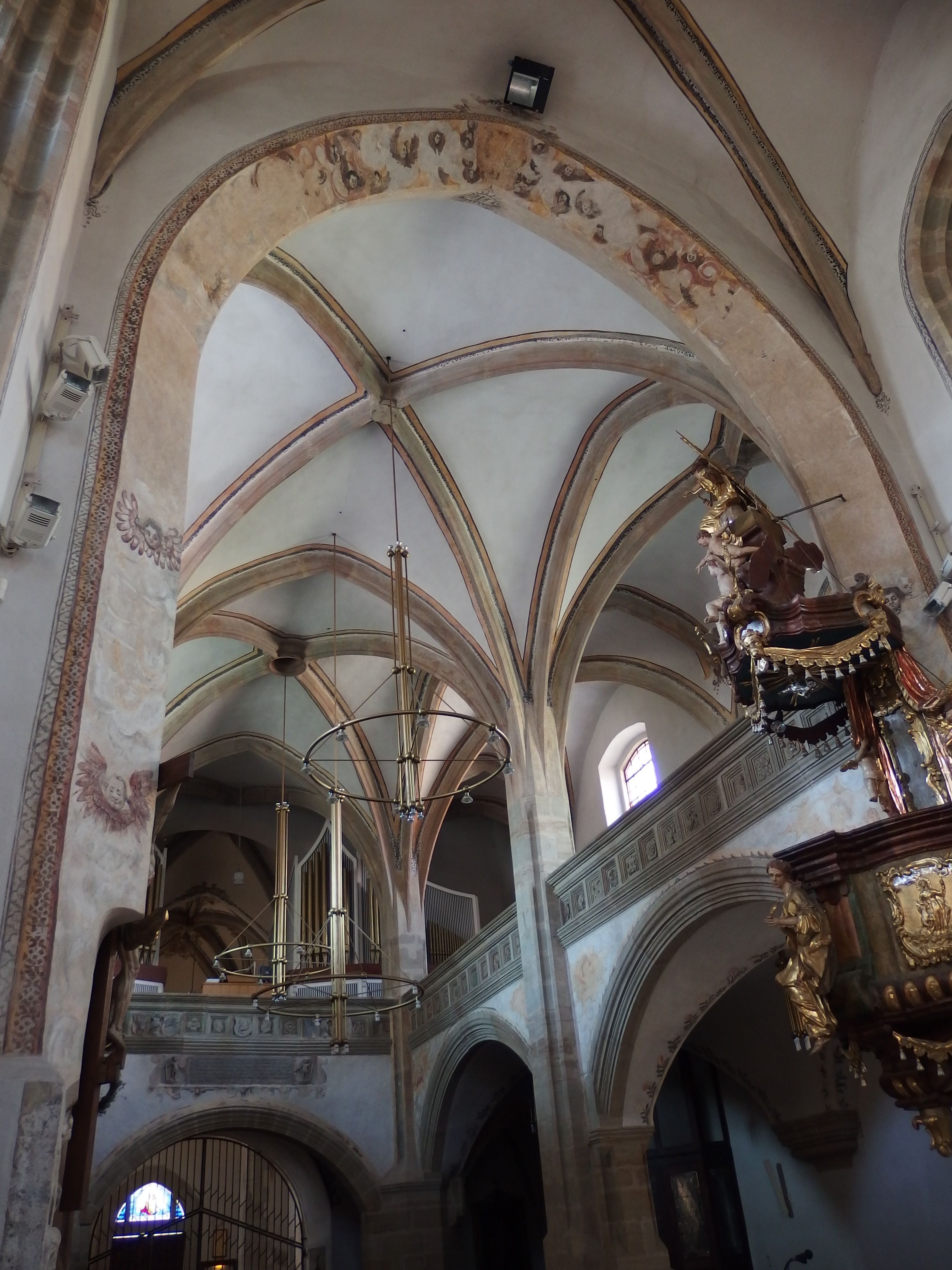
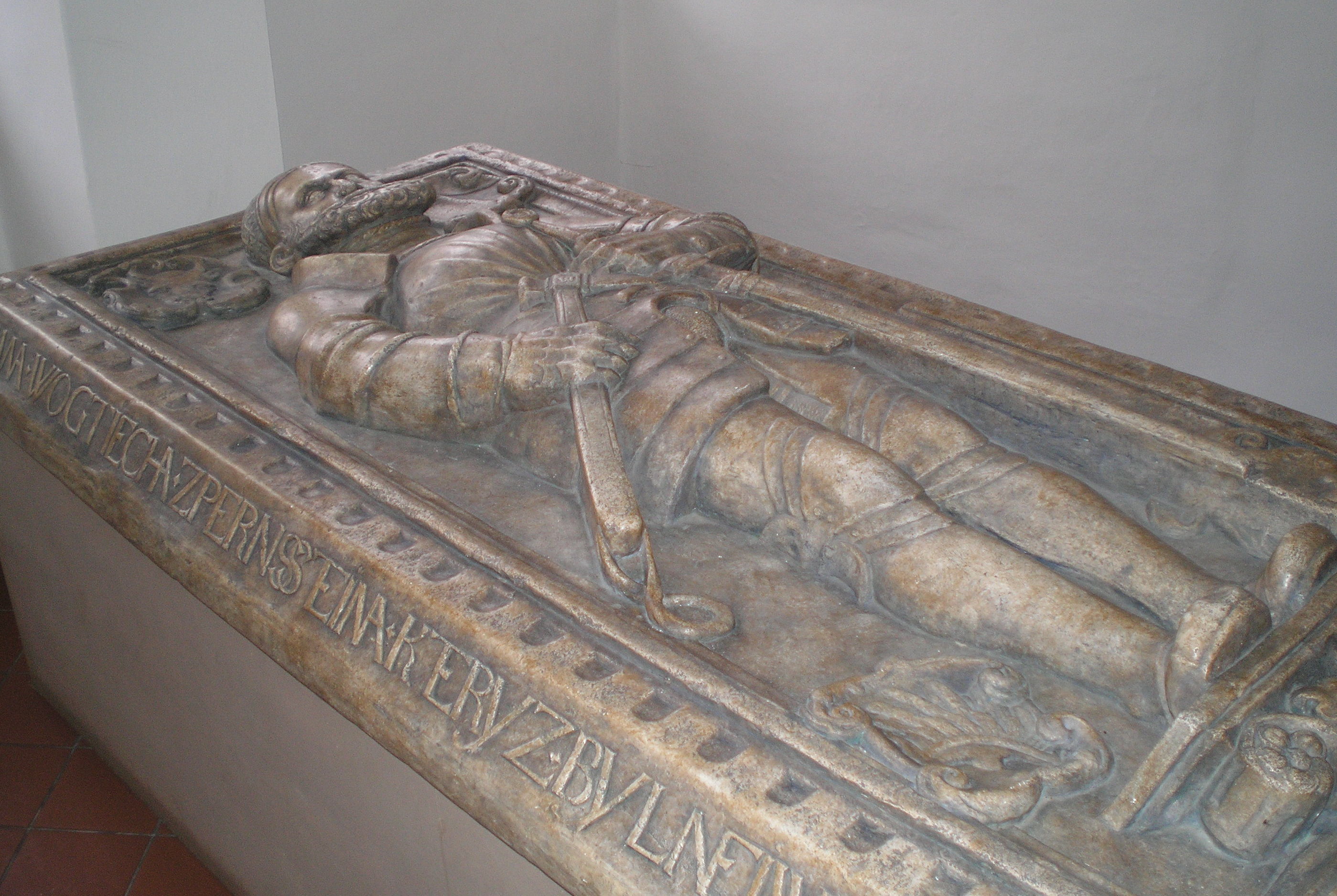